# Etnolingüística
L'etnolingüística (a vegades anomenada lingüística cultural) és un camp de la lingüística que estudia la relació entre el llenguatge i la cultura, i la forma en què diferents grups ètnics perceben el món. És la combinació entre etnologia i la lingüística. Es refereix a la forma de vida de tota una comunitat, és a dir, totes les característiques que distingeixen una comunitat de l'altra. Aquestes característiques defineixen els aspectes culturals d'una comunitat o d'una societat.
Els etnolingüistes estudien la forma en què la percepció i la conceptualització influeixen en el llenguatge, i mostren com es relacionen amb les diferents cultures i societats. N'és un exemple la forma en què s'expressa l'orientació espacial en les diverses cultures. En moltes societats, les paraules per als punts cardinals est i oest es deriven dels termes per a la sortida del sol/posta del sol. La nomenclatura dels punts cardinals dels parlants inuit de Groenlàndia, però, es basa en punts de referència geogràfics com el sistema fluvial i la posició d'un en la costa. De la mateixa manera, el yurok té la idea dels punts cardinals; s'orienten pel que fa a la seva característica geogràfica principal, el riu Klamath.
La lingüística cultural es refereix a una branca relacionada de la lingüística que estudia la relació entre llenguatge, cultura, i conceptualització. La lingüística cultural es basa en (però no es limita a) les nocions teòriques i eines d'anàlisi de la lingüística cognitiva i l'antropologia cognitiva. En el plantejament de la lingüística cultural, són centrals les nocions d'"esquema cultural" i "model cultural". Examina com les diverses característiques del llenguatge codifiquen esquemes culturals i models culturals. En lingüística cultural, el llenguatge és vist com a profundament arrelat en el nivell de grup, la cognició cultural de les comunitats de parlants. Fins ara, l'enfocament de la lingüística cultural ha estat adoptat en diversos àmbits de la investigació en lingüística aplicada, inclosa la comunicació intercultural, adquisició de segones llengües i World Englishes.